# تپه ورمنجه
تپه ورمنجه مربوط به عصر آهن است و در شهرستان کرمانشاه، بخش مرکزی، دهستان میان دربند، ۲۰۰ متری غرب روستای ورمنجه واقع شده و این اثر در تاریخ ۱۵ دی ۱۳۸۷ با شمارهٔ ثبت ۲۴۱۳۱ به‌عنوان یکی از آثار ملی ایران به ثبت رسیده است.